# فینال جام باشگاه‌های اروپا ۱۹۶۹
فینال جام باشگاه‌های اروپا ۱۹۶۹، رقابت پایانی جام باشگاه‌های اروپا در سال ۱۹۶۹ میلادی است که مابین دو تیم باشگاه فوتبال آ.ث. میلان و باشگاه فوتبال آژاکس در ورزشگاه سانتیاگو برنابئو ، مادرید برگزار شده‌است.
این مسابقه که در تاریخ ۲۸ مه ۱۹۶۹ انجام شده‌است با نتیجه ۴ بر ۱ به سود تیم باشگاه فوتبال آ.ث. میلان به پایان رسید.